# 松林园蛛
松林园蛛（学名：Araneus pineus）为园蛛科园蛛属的动物。在中国大陆，分布于湖南等地。该物种的模式产地在湖南城步。